# Казерани, Хоссейн
Хоссейн Казерани (перс. حسین کازرانی‎; род. 13 апреля 1947 или 4 апреля 1948, Эндимешк, Хузестан) — иранский футболист, играл на позиции полузащитника. Участник чемпионата мира 1978 года.

## Биография

### Игровая карьера
Казерани в течение семи сезонов играл за ПАС из Тегерана, в составе которого в 1977 и 1978 годах выиграл два чемпионских титула.
В составе сборной Ирана принимал участие на чемпионате мира 1978 года, где сыграл в трёх матчах на групповом этапе со сборными Нидерландов (0:3), Шотландии (1:1) и Перу (1:4). Сборная Ирана заработала 1 очко и не смогла преодолеть групповой этап. Всего за сборную Ирана сыграл 25 матчей и забил 2 гола.

## Достижения
ПАС (Тегеран)
- Чемпион Ирана (5): 1976/77, 1977/78